# Crambus themistocles
Crambus themistocles là một loài bướm đêm trong họ Crambidae.